# Музей-лапидарий Маффеи
Музей-лапидарий Маффеи (итал. Museo Lapidario Maffeiano) — музей предметов античного искусства, обнаруженных в ходе археологических раскопок в области Венеция. Расположен в городе Верона (Италия).
Основан в 1714 году маркизом Шипионом Маффеи на основе коллекции Академической филармонии Вероны (27 эпитафий, приобретённых в 1612 году). Здание музея с монументальным шестиколонным портиком построено по проекту архитектора А. Помпеи. Доступ для посетителей в музей был открыт в 1745 году.
В экспозиции музея богатое собрание каменных плит, урн, статуй, надписей, ваз. Первый каталог музея («Museum Veronense») был составлен в 1749 году его основателем.